# Scherdemaal
Scherdemaal (Frans: Scherdemael) is een wijk in de Belgische gemeente Anderlecht, in het Brussels Hoofdstedelijk Gewest. De wijk ligt ten westen van het centrum, is een relatief rustige buurt en wordt doorsneden door het Scherdemaalpark.
De wijk wordt in het noorden afgebakend door de Itterbeekselaan, in het oosten door het ziekenhuis van Anderlecht (verplegingscentrum J. Bracops) en de Nelie Melbalaan naar de Provinciale en Tuinbouwschool, dan door de Romain Rolandlaan en de Neerpedestraat in het zuiden en de Joseph Bracopslaan in het westen, die uitgeeft op de brug over de Brusselse Ring.
De wijk wordt doorsneden door het eerste stuk van de Neerpedestraat, die uitkomt op het Constant Vanden Stock Stadion.

## Geschiedenis
Het gebied ligt op een plateau tussen de Broekbeek in het noorden en de Neerpedebeek in het zuiden.
Een oude vermelding van de plaatsnaam dateert uit 1442 "super campum dictum de Scherdemale". Een geïllustreerde kaart uit 1766 vermeldt twee stukken land op het groot Scherdemael veld, waarvan het een behoorde aan het dorp Anderlecht, en het ander aan de kartuizers van Brussel.
Op de Ferrariskaart uit de jaren 1770 en op kaarten uit de 19de eeuw is hier nog steeds een landelijk gebied op het plateau te zien. Pas midden de 20ste eeuw raakt het gebied helemaal verstedelijkt.

## Bezienswaardigheden
- Het Scherdemaalpark

## Verkeer en vervoer
Ten westen van Scherdemaal loopt de autosnelweg R0 of Brusselse Ring.
Aa · Biestebroek · Birmingham · Broek · Buffon · Dageraad (Aurore) · Goede Lucht (Bon Air) · Klein Eiland · Kuregem · Meir · Mijlemeers · Moortebeek · Neerpede · Peterbos · Poxcat · Het Rad · Scherdemaal · Scheut · Scheutveld · Veeweide · Vijverswijk · Vlazendaal · Vogelenzang · Waasbroek